# David Suchet
Sir David Suchet (Londen, 2 mei 1946) is een Engelse acteur die onder andere bekend is geworden door zijn vertolking van Hercule Poirot, een creatie van de schrijfster Agatha Christie, in de televisieserie Agatha Christie's Poirot.

## Levensloop

### Jeugd en opvolgende jaren
Suchet werd geboren als tweede zoon van de gynaecoloog Jack Suchet (1908-2001) en de actrice Joan Patricia Jarché (1916–1992). Zijn vader kwam uit Zuid-Afrika en was van Litouws-Joodse afkomst, zijn moeder was van vaders zijde ook van Russisch-Joodse afkomst.
David Suchet raakte geïnteresseerd in acteren en voegde zich bij het National Youth Theatre toen hij achttien jaar oud was. Hij studeerde aan de London Academy of Music and Dramatic Art, waar hij later raadslid van werd. Hij begon zijn acteercarrière in het Watermill Theatre.

### Carrière
In 1973 werd hij lid van de Royal Shakespeare Company. Hij speelde een rol in de televisiefilm A Tale of Two Cities (1980) en speelde 'Blott' in de televisieserie Blott on the Landscape (1985). Suchet kreeg een prijs voor beste mannelijke acteur voor zijn rol in de film A Song for Europe. Hij speelde inspecteur Japp in Thirteen at dinner (1985), een verfilming van Agatha Christies Lord Edgware Dies. Peter Ustinov speelde in deze film de rol van Hercule Poirot.
Suchet speelde de beroemde detective Poirot in een 70-delige serie naar de detectiveverhalen van Agatha Christie. Dit leverde hem in 1991 een BAFTA-nominatie op. In 1994 ontving hij een Variety Club Award en later ontving hij er nog een voor zijn vertolking van Antonio Salieri in de heropvoering van het toneelstuk Amadeus.
In mei 2006 speelde hij de rol van de persbaron Robert Maxwell, in de BBC-serie 'Maxwell', een dramaserie over de laatste 18 maanden van diens leven.

### Privéleven
Hij is de broer van John Suchet, een bekende ITN-nieuwslezer. Hij trouwde in 1976 met Sheila Ferris met wie hij een zoon en een dochter heeft. Zijn grootvader van moederszijde, James Jarché, was fotograaf bij Fleet Street.
Suchets joodse vader en anglicaanse moeder waren beiden niet kerkelijk. Hijzelf ontving geen religieuze opvoeding. In 1986 bekeerde hij zich tot het anglicaanse geloof en liet zich dopen. In 2006 ontving hij het vormsel. Hij verklaarde hierover in een interview voor The Strand Magazine, "Ik ben een gelovig christen. Ik denk dat dit me sterkt in mijn leven. Ik geloof in de principes van het christendom en in de principes van de meeste godsdiensten, namelijk dat men zich moet overgeven aan een hoger goed".
Mede daarom maakte hij in 2012 voor de BBC de 2-delige documentaireserie In de voetsporen van Paulus (In the footsteps of St. Paul). Daarin maakte hij een reis door het gebied rond de Middellandse Zee waar de apostel Paulus in de eerste eeuw het christelijk geloof verkondigde.

## Eerbetoon
- Suchet ontving de prijs voor beste mannelijke acteur vanwege de Royal Television Society voor zijn rol in A Song for Europe in 1985.
- Hij werd genomineerd in 1991 voor een British Academy Television Award (BAFTA) voor zijn rol als Hercule Poirot in verfilmingen van Agatha Christies werk.
- Hij ontving in 1994 een Variety Club Award als beste acteur voor zijn vertolking van 'John' in David Mamets werk Oleanna in de Royal Court Theatre, Londen.
- Hij ontving later nog een Variety Club Award voor zijn vertolking van Antonio Salieri in een revival van Amadeus.
- Voor diezelfde rol werd hij in 2000 genomineerd voor een Tony award, als beste acteur.
- In 2002 werd hij genomineerd voor een Royal Television Society award en voor een BAFTA award, voor zijn rol als Augustus Melmotte in The Way We Live Now.
- In 2002 werd hij bevorderd tot Officer of the Order of the British Empire (OBE).
- Op 10 oktober 2008 werd hij eredoctor van de Universiteit van Chichester.
- Op 24 november 2008 ontving hij een onderscheiding als 'Best Actor' vanwege de International Emmy Awards in New York, voor zijn rol als Robert Maxwell in het BBC drama Maxwell.
- Op 7 januari 2009 werd hij ereburger van Londen.
- Op 13 juli 2010 werd hij eredoctor van de Universiteit van Kent.
- In de Honours' List januari 2011 werd hij bevorderd tot Commander of the Order of the British Empire (CBE).
- In de verlate 2020 Queen's Birthday Honours List is hij verheven tot Knight Bachelor.

## Film- en televisierollen
- Doctor Who (2017) als de mysterieuze verhuurder van een spookvilla in de aflevering Knock Knock[1]
- Act of God (2008)
- The Bank Job (2008) als Lew Vogel, club owner
- Maxwell (2007) als Robert Maxwell
- Flood: (2007)
- Agatha Christie: Murder on the Orient Express (videospel) (2006)
- Dracula (2006)
- Space Odyssey: Voyage To The Planets (2004)
- Henry VIII (2003)
- Foolproof (2003)
- The In-Laws (2003)
- Live From Baghdad (2002)
- The Way We Live Now (2001)
- Wing Commander (1999)
- RKO 281 (1999)
- A Perfect Murder (1998)
- The Phoenix and the Carpet (1997)
- Executive Decision (1996)
- Agatha Christie's Poirot (1989 - 2013) als Hercule Poirot
- When the Whales Came (1989)
- To Kill a Priest (1988)
- A World Apart (1988)
- Harry and the Hendersons (1987)
- Iron Eagle (1986)
- Thirteen at Dinner (1985)
- The Falcon and the Snowman (1985)
- Blott on the Landscape (1985)
- The Little Drummer Girl (1984)
- Freud (miniserie) (1984)
- Greystoke: The Legend of Tarzan, Lord of the Apes (1984)
- Master of the Game (1984)
- Trenchcoat (1983)
- The Missionary (1982)
- The Hunchback of Notre Dame (1982)
- The Professionals: Where the jungle ends (1978)